# Barrazas
Barrazas es un barrio del municipio de Carolina, Puerto Rico. Según el censo de 2020, tiene una población de 3642 habitantes.

## Geografía
El barrio está ubicado en las coordenadas 18°18′49″N 65°56′19″O / 18.31361, -65.93861. Según la Oficina del Censo de los Estados Unidos, tiene una superficie total de 13.94 km², de la cual 13.92 km² corresponden a tierra firme y 0.02 km² son agua.

## Demografía
Según el censo de 2020, hay 3642 personas residiendo en el barrio. La densidad de población es de 261.6 hab./km². El 10.46% de los habitantes son blancos, el 8.43% son afroamericanos, el 0.36% son amerindios, el 0.08% son asiáticos, el 18.40% son de otras razas y el 62.27% son de una mezcla de razas. Del total de la población, el 99.56% son hispanos o latinos de cualquier raza.